# Idiochlora ussuriaria
Idiochlora ussuriaria är en fjärilsart som beskrevs av Bremer 1864. Idiochlora ussuriaria ingår i släktet Idiochlora och familjen mätare. Inga underarter finns listade i Catalogue of Life.